# Мирандоль-Бурньюнак
Мирандо́ль-Бурньюна́к (фр. Mirandol-Bourgnounac, окс. Borionac de Mirandòl) — коммуна во Франции, находится в регионе Юг — Пиренеи. Департамент — Тарн. Входит в состав кантона Кармо-1 Ле-Сегала. Округ коммуны — Альби.
Код INSEE коммуны — 81168.

## География
Коммуна расположена приблизительно в 530 км к югу от Парижа, в 85 км северо-восточнее Тулузы, в 24 км к северу от Альби.
На северо-востоке коммуны протекает река Вьор.

## Климат
Климат умеренно-океанический. Зима мягкая и дождливая, лето жаркое с частыми грозами. Ветры довольно редки.

## Население
Население коммуны на 2010 год составляло 1084 человека.
| 1962 | 1968 | 1975 | 1982 | 1990 | 1999 | 2010 |
| ---- | ---- | ---- | ---- | ---- | ---- | ---- |
| 1135 | 1033 | 1091 | 1095 | 1110 | 1082 | 1084 |

## Администрация
| Период | Период | Фамилия        | Партия | Примечания |
| ------ | ------ | -------------- | ------ | ---------- |
| 1977   | 2001   | Франсуа Мартен |        |            |
| 2001   | 2020   | Робер Асье     |        |            |

## Экономика
В 2007 году среди 591 человека в трудоспособном возрасте (15—64 лет) 408 были экономически активными, 183 — неактивными (показатель активности — 69,0 %, в 1999 году было 61,6 %). Из 408 активных работали 377 человек (199 мужчин и 178 женщин), безработных было 31 (19 мужчин и 12 женщин). Среди 183 неактивных 39 человек были учениками или студентами, 84 — пенсионерами, 60 были неактивными по другим причинам.

## Фотогалерея

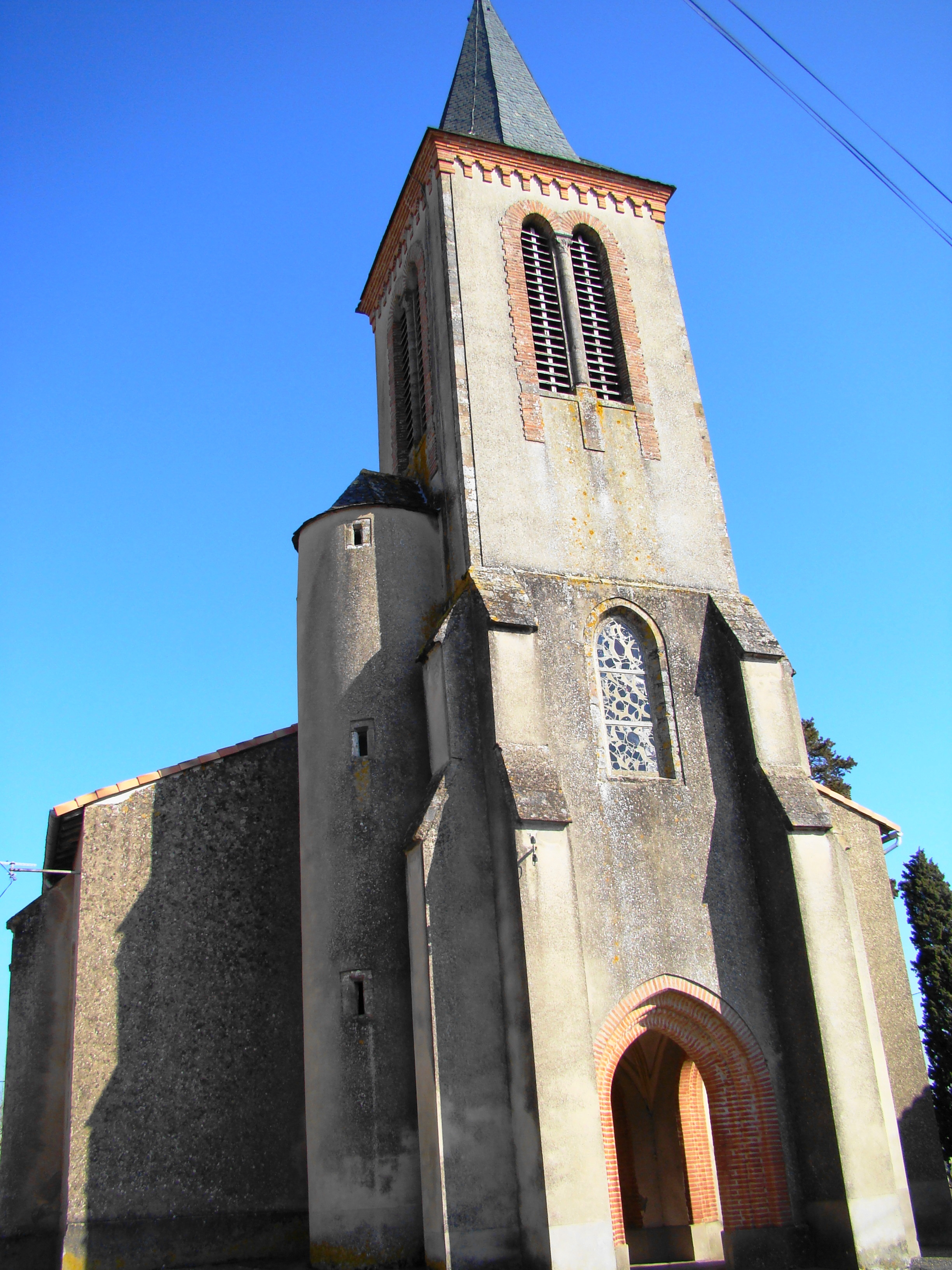
Церковь Нотр-Дам
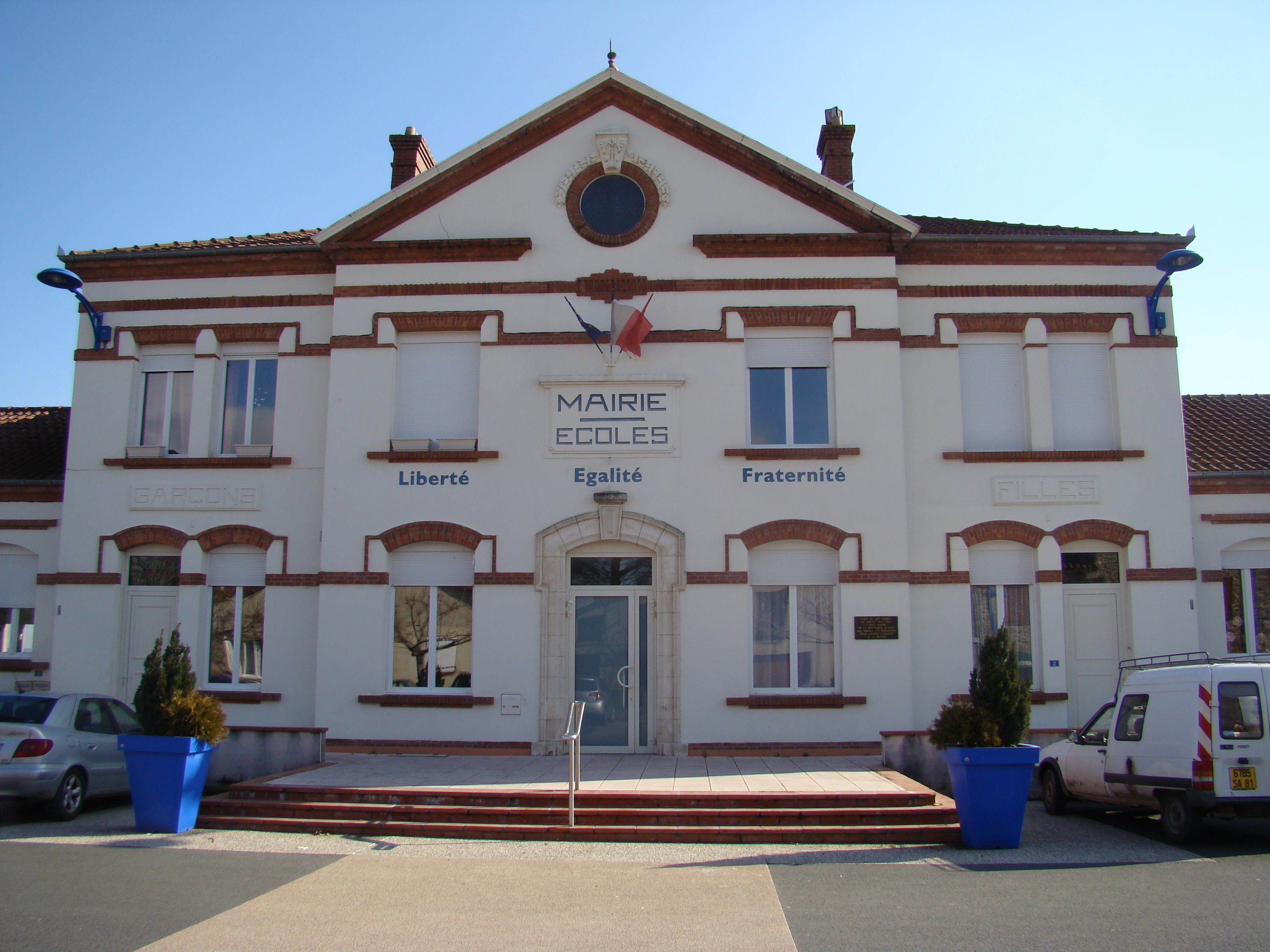
Мэрия
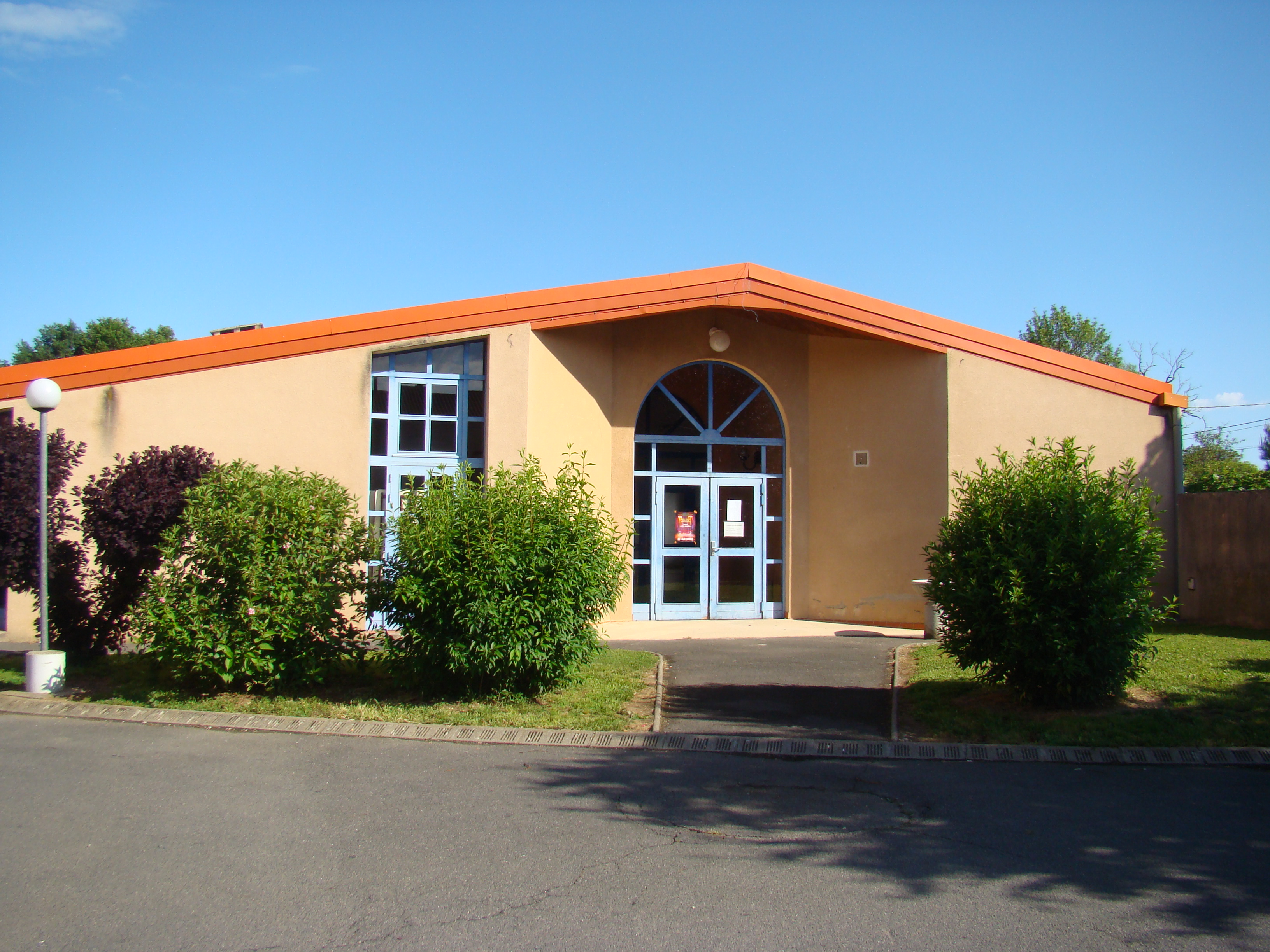
Зал для проведения торжеств
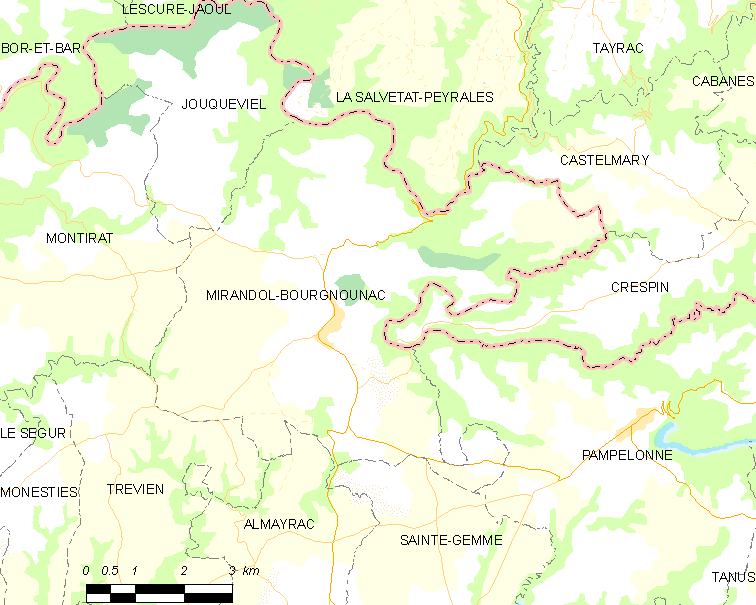
Карта коммуны